# 助川海防城
助川海防城（すけがわかいぼうじょう）は、茨城県日立市助川町（常陸国多賀郡助川（介川））にあった日本の城。江戸時代後期に築かれた。常陸沖に異国船が頻繁に出没したことから海防目的に築城されたが、天狗党の乱の戦場となり焼失した。城跡は茨城県指定史跡、茨城百景となっている。

## 築城の経緯
文化13年（1816年）に徳川斉脩が水戸藩8代藩主に付いた頃から、常陸沖にイギリスの捕鯨船など異国船が頻繁に現れるようになり、海防配備が行われた。文政12年（1829年）に徳川斉昭が9代藩主に就くとさらに強化が図られ、天保3年（1832年）に海防係を設け山野辺義観に海防御用係を命じた。さらに天保7年（1836年）に助川に城を築き、義観に1万石を与え海防総司に任じ居城させることとした。本来一国一城令により新たに城を築くことは禁じられていたため、佐竹時代の古城、蓼沼館の修築として幕府に願い出て建造が認められた。天保の大飢饉などの影響により工事は遅延したが、同年12月に義観は家臣247名を従えて入城した。築城工事は天保12年（1841年）までかかった。普請金は4000両。

## 天狗党の乱と落城
元治元年（1864年）4月、水戸藩の支藩である宍戸藩第8代藩主松平頼徳は水戸藩第10代藩主徳川慶篤の命を受け、水戸表の騒乱の制圧に乗り出した。しかし、心ならずも尊王攘夷派の天狗党（筑波勢）と合流することになった。幕府は同年6月に筑波勢追悼令を発出、頼徳らは那珂湊（現在の茨城県ひたちなか市）で佐幕派の諸生党と交戦し、同年8月助川海防城第3代城主山野辺義芸に来援状を送った。義芸はこれを受けて水戸へ進軍したが、諸生党に水戸城入城を拒まれ助川海防城に戻った。諸生党から報告を受けた幕府は、助川海防城へ討伐軍を送った。山野辺軍は応戦したが、同年9月に義芸は幕府軍に投降した。城に残った残党が抵抗を続けたが、最後には城に火を放って逃走し、助川海防城は築城後わずか28年で灰燼に帰した。

## 歴代城主
| 累代 | 人名       | 在位期間                                        | 備考                       |
| ---- | ---------- | ----------------------------------------------- | -------------------------- |
| 1    | 山野辺義観 | 天保7年 - 弘化2年（西暦換算：1836年 - 1845年）  | 斉昭と連座で譴責を受け隠居 |
| 2    | 山野辺義正 | 弘化2年 - 嘉永2年（西暦換算：1845年 - 1849年）  |                            |
| 3    | 山野辺義芸 | 嘉永2年 - 元治元年（西暦換算：1849年 - 1864年） | 天狗党の乱で家名断絶       |

## 城郭

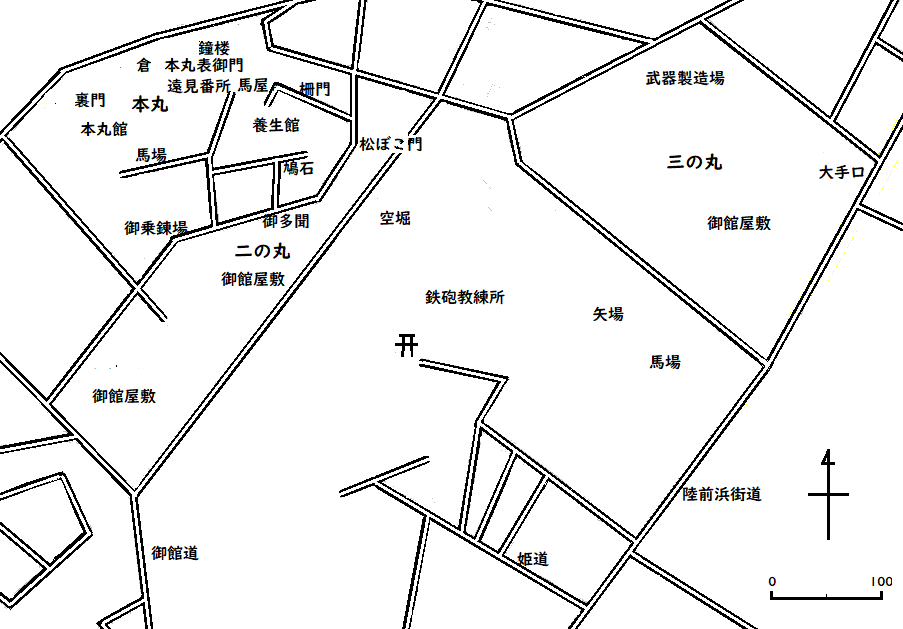
助川海防城概要図

多賀郡助川の大平山の古城跡に建てられた。本丸の標高約110m、海岸までの直線距離約2kmであり海防を指揮するに好適地であった。軍奉行山国喜八郎が設計監督に当たり、幕府に進達した設計書に記された建造物は、屋敷構、土蔵、穀蔵、長屋、表門、居宅入口門、柵門（裏口）、武器庫2棟、二階付遠見番所、居宅二階付物見、柵矢来。更に、義観が養正館、鉄砲教練場などを設けて城郭として整えた。なお、ほとんどが天狗党の乱で失われてしまい、遺構として現存しているのは本丸表門の礎石と鳩石のみである。現在、本丸跡は城跡公園等、二の丸跡は日立市鳩が丘さくら福祉センター等、三の丸跡は日立総合病院、日立市立助川小学校等になっている。

### 養正館
天保8年（1837年）に水戸の藩校弘道館に先立ち、家臣の子弟の教育のために開設された。館名は正道を修め養う意味で中国の易経に由来する。文武両道を教授したが、海防城の性質上特に武技に重点が置かれた。

## 現地状況
所在地
- 茨城県日立市助川町

交通アクセス
- JR東日本常磐線「日立駅」より茨城交通日立オフィスバス城南台行きで「鳩ヶ丘」下車。
- 常磐自動車道日立中央インターチェンジより10分

一般公開状況
- 助川城跡公園は無料で立ち入りができる。

## ギャラリー

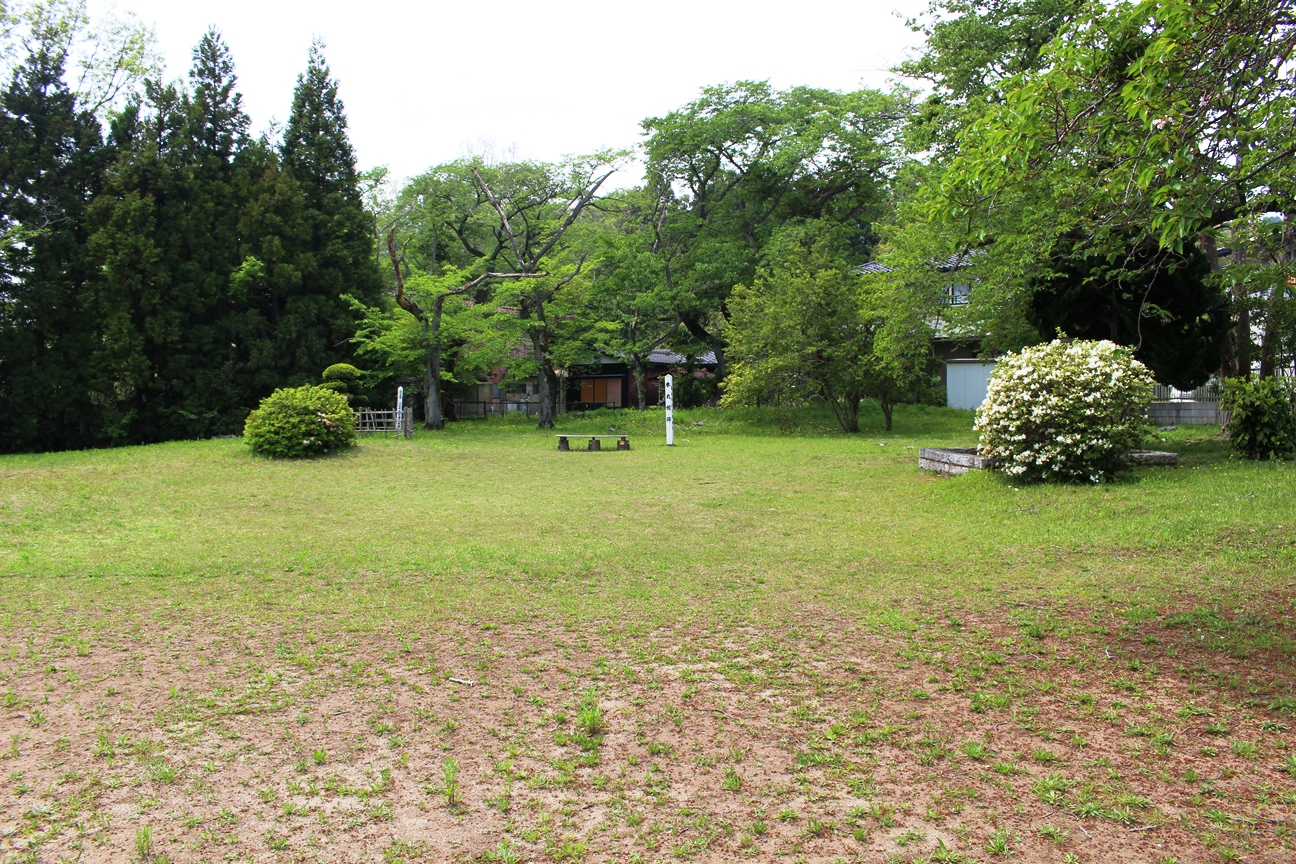
本丸御館跡地
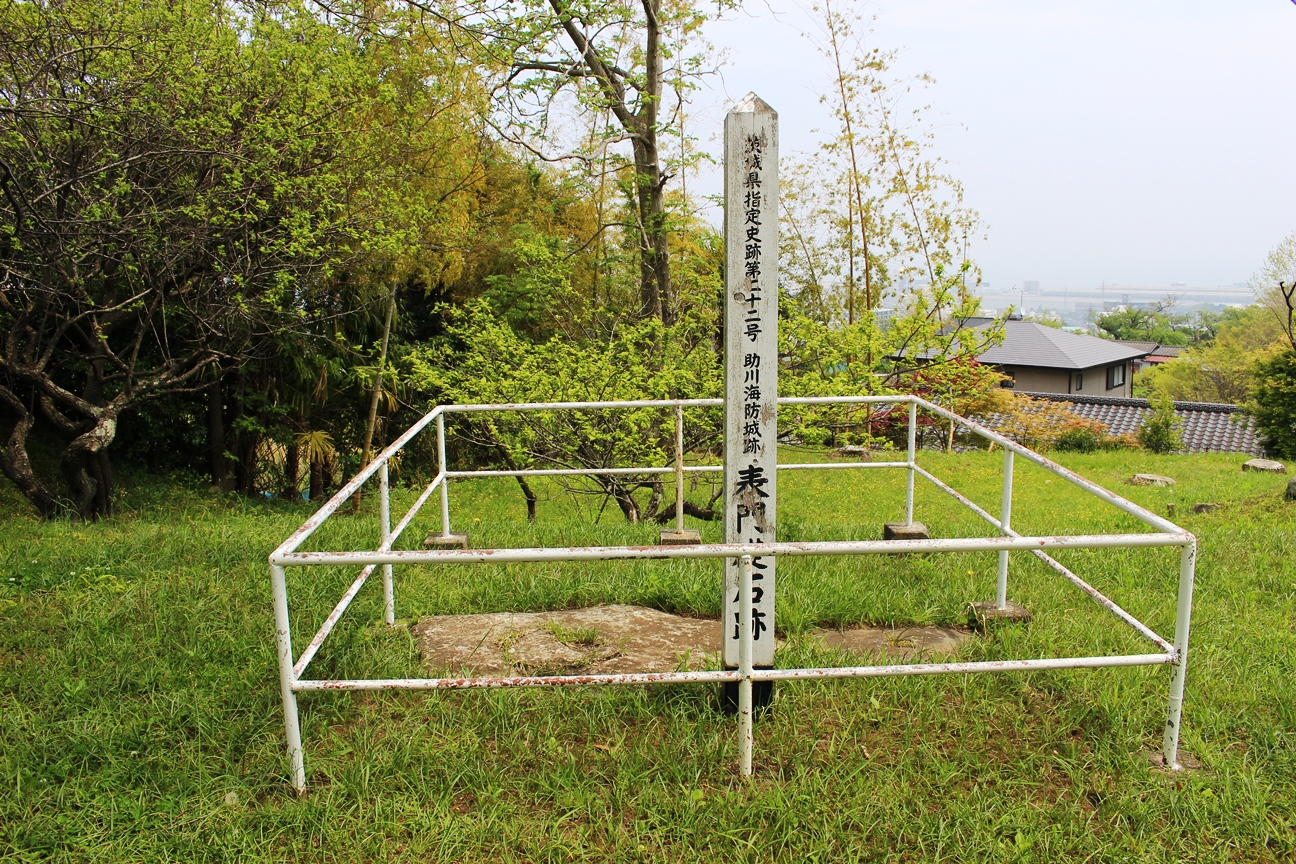
本丸表門礎石（建物の唯一の遺構）
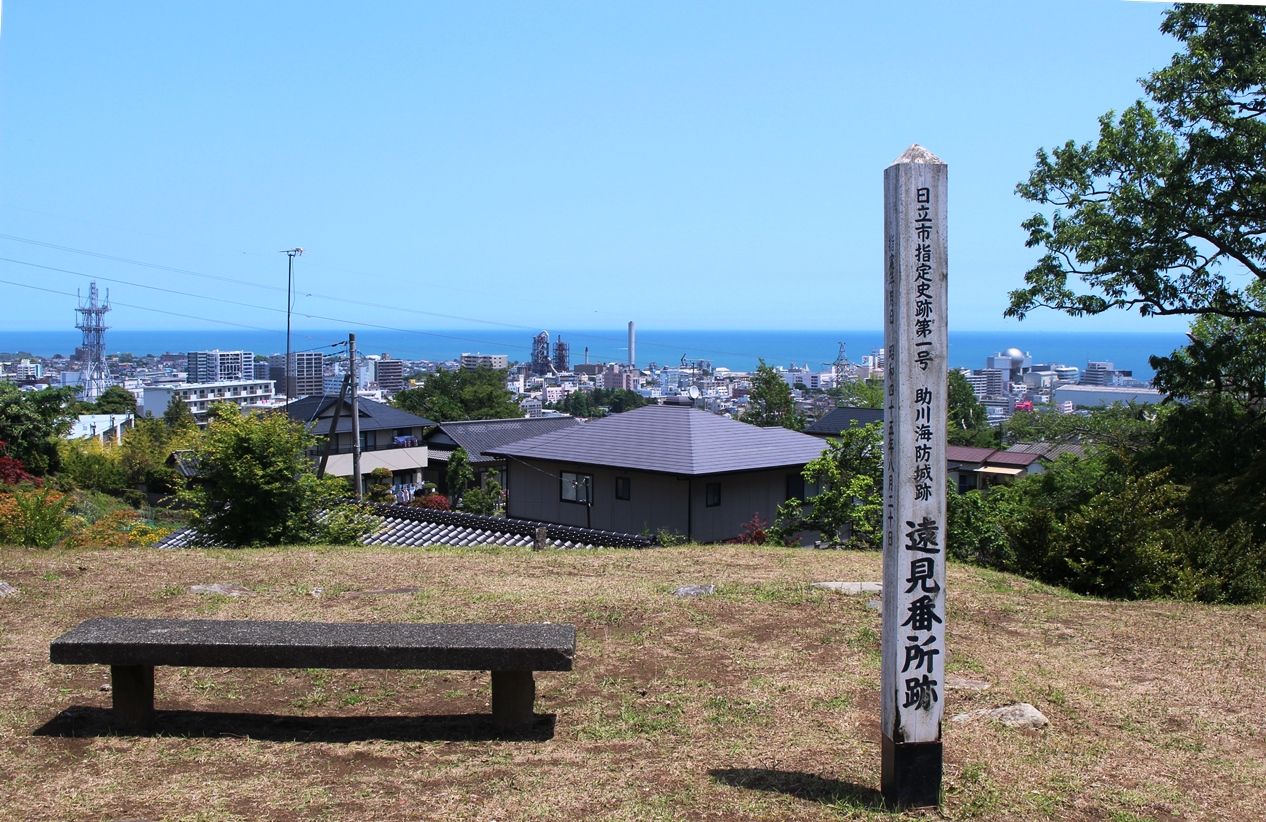
遠見番所跡地
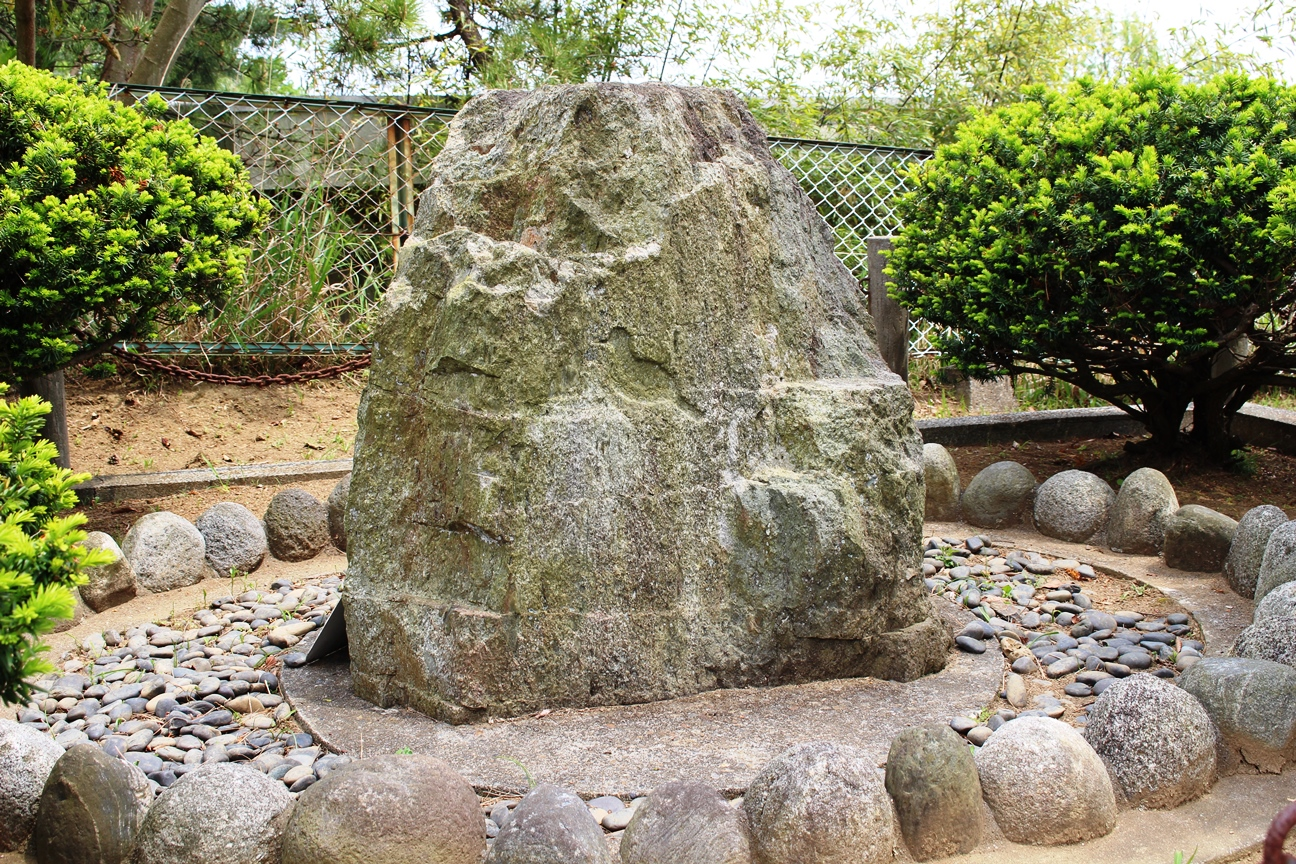
城主が飼っていた鳩の姿を刻んだ鳩石
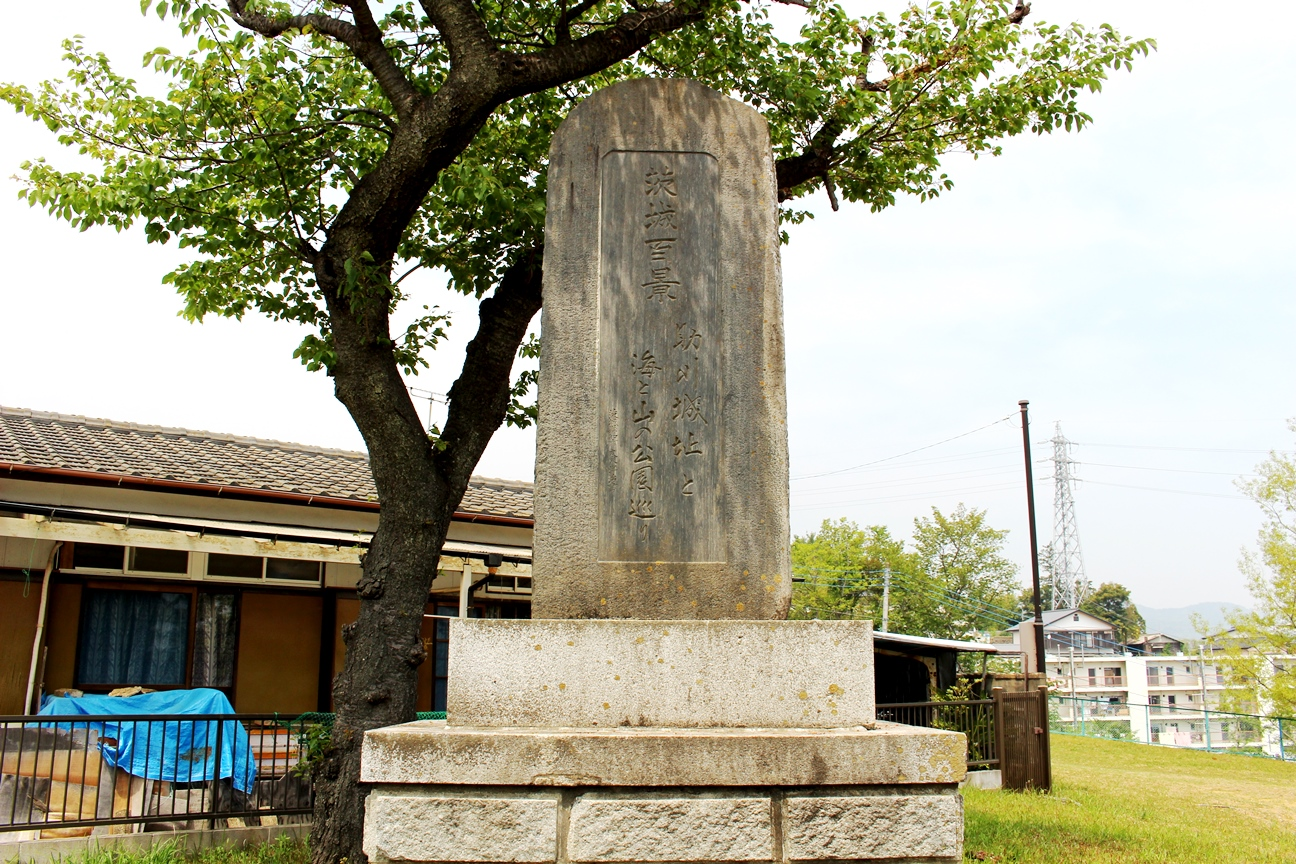
茨城百景の碑（養正館跡地）
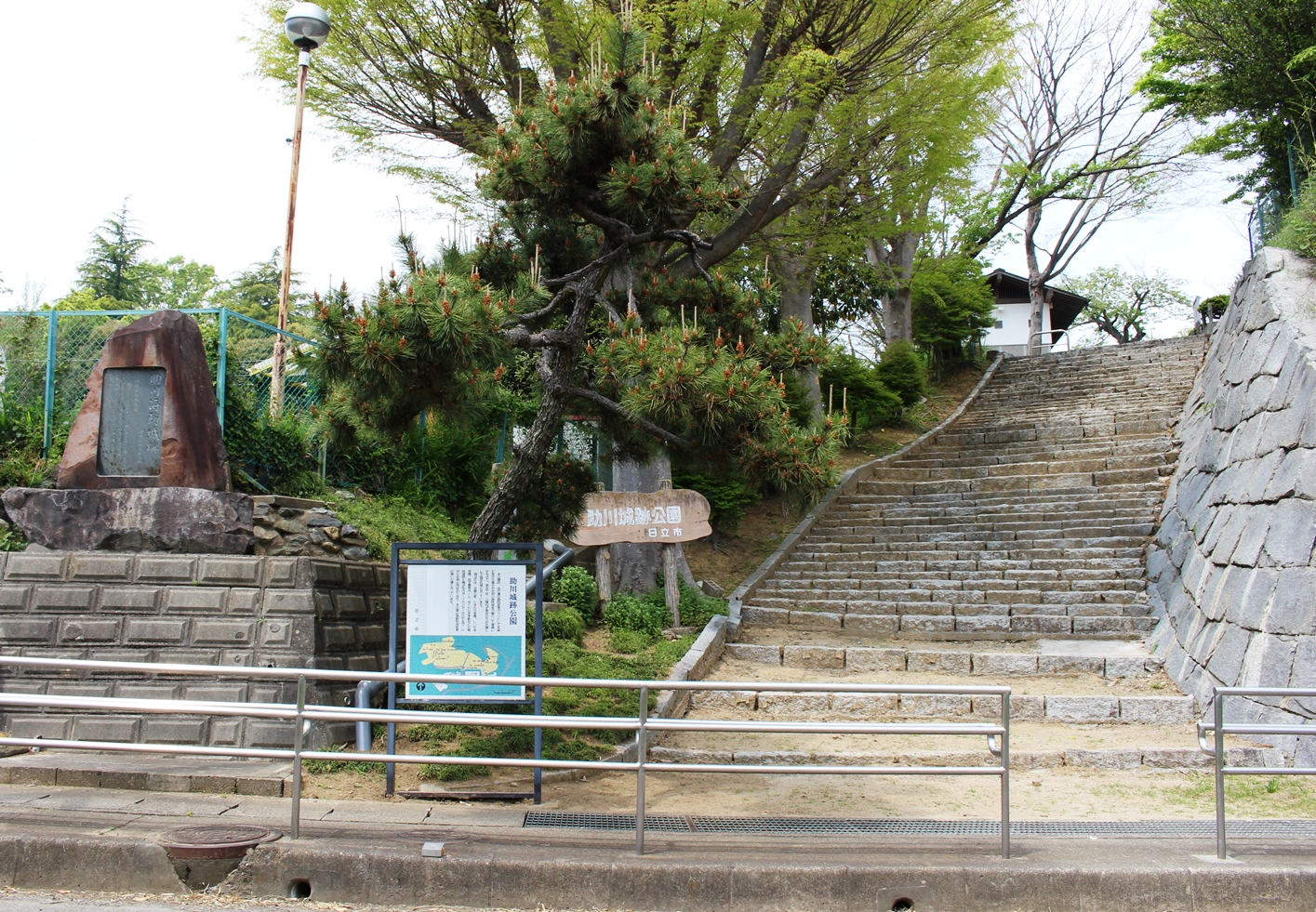
城跡公園入口
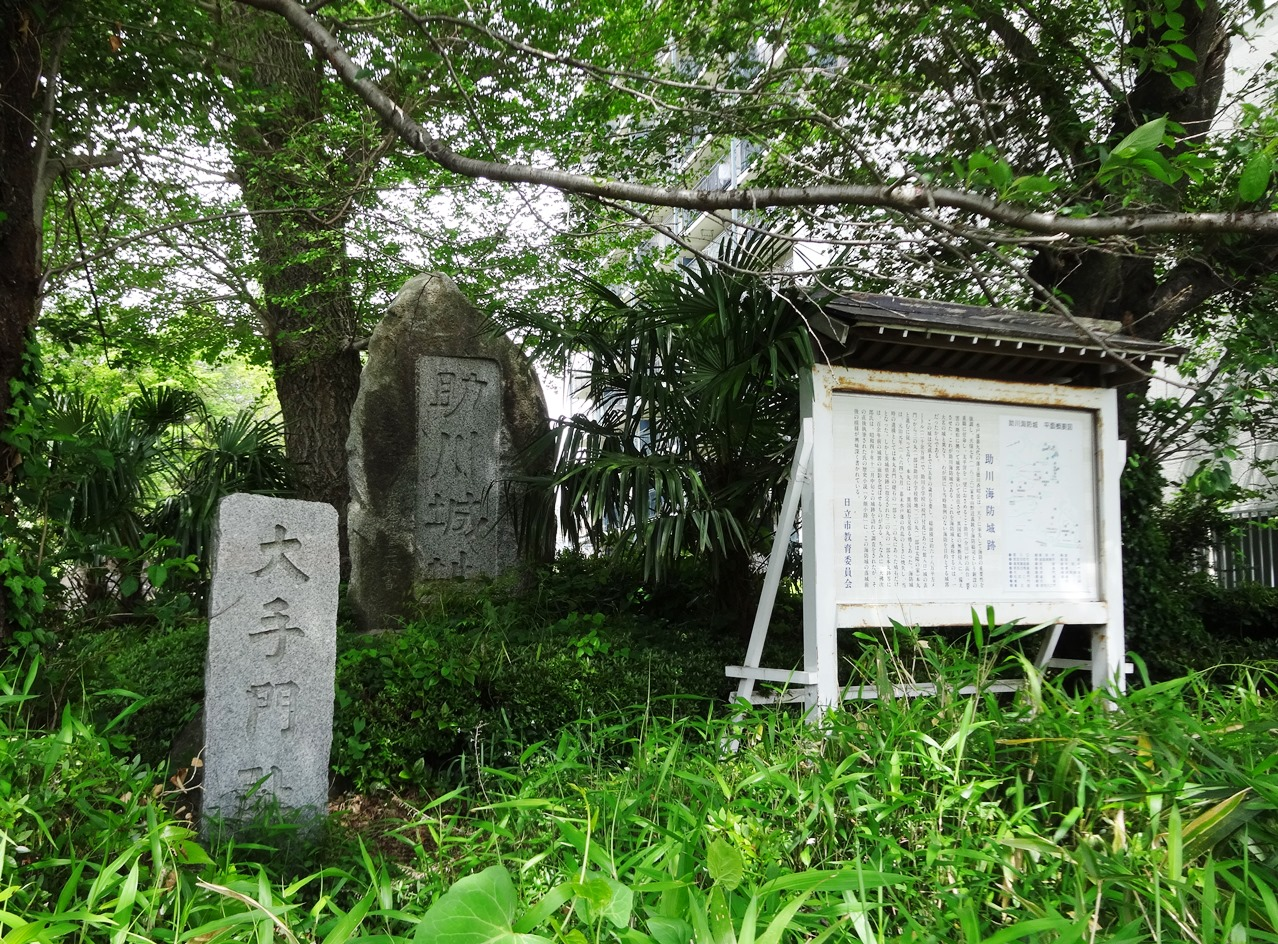
大手門跡地